# Pleuromamma antarctica
Pleuromamma antarctica is een eenoogkreeftjessoort uit de familie van de Metridinidae. De wetenschappelijke naam van de soort is voor het eerst geldig gepubliceerd in 1931 door Steuer.